# Can Postius (Tona)
Can Postius és una masia de Tona (Osona) inclosa a l'Inventari del Patrimoni Arquitectònic de Catalunya.

## Descripció
Masia d'estructura clàssica (grup I, tipus 1, segons Danés i Torras), de planta rectangular, coberta a doble vessant. A la façana encara s'observen els brancals i les impostes de la porta principal, que devia estar adovellada (actualment resta restaurada amb maons) i finestres amb carreus de pedra a la llinda i als brancals i amb ampitadors. L'aparell és de petits carreus irregulars agafats amb morter i arrebossat.

## Història
El mas Postius forma part d'un primer nucli habitat als peus del castell, que ja estava habitat al segle xi, anomenat el Barri, al costat de l'església de Santa Maria del Barri. No se sap exactament la data de la construcció del mas, encara que, degut a la factura del parament, podria conservar part de l'estructura original, malgrat que, amb posterioritat, es modifiqués. De totes maneres és anterior als segles XVII-XVIII.